# Zatypota
Zatypota ist eine Schlupfwespen-Gattung in der Tribus Ephialtini innerhalb der Unterfamilie der Pimplinae. Die Gattung wurde im Jahr 1869 von dem deutschen Entomologen Arnold Foerster eingeführt. Die Typusart ist Ichneumon percontatorius Müller, 1776.

## Merkmale
Die metasomalen Tergite 2–4 der Zatypota weisen scharfe schräge Gruben auf, welche beiderseits eine große Diamant-förmige Vertiefung begrenzen.

## Lebensweise
Die Schlupfwespen sind hauptsächlich koinobionte Ektoparasitoide von Kugelspinnen (Theridiidae). Weitere Wirtsarten gehören zu den Kräuselspinnen (Dictynidae) und den Baldachinspinnen (Linyphiidae).

## Systematik
Die Gattung Zatypota wird innerhalb der Tribus Polysphinctini einer Untergruppe mit Acrodactyla, Polysphincta und 15 weiteren Gattungen zugeordnet.
Die Gattung wird in drei Gruppen unterteilt: die bohemani-Gruppe, die discolor-Gruppe und die morsei-Gruppe. Die Gattung besteht aus etwa 50 Arten. In Europa kommen 6 Arten, in Nordamerika 12 Arten vor.

## Arten
Im Folgenden eine Liste von Arten der Gattung Zatypota und deren Verbreitungsgebiet:
- Zatypota albicoxa (Walker, 1874) – Paläarktis (Europa bis Ostasien)
- Zatypota alborhombarta (Davis, 1895) – Nordamerika
- Zatypota anomala (Holmgren, 1860) – Paläarktis (Europa bis Ostasien)
- Zatypota baragi Matsumoto, 2010 – Südkorea
- Zatypota bohemani (Holmgren, 1860) – Europa
- Zatypota capicola Benoit, 1959 – Südafrika
- Zatypota crassipes Townes, 1960 – Nordamerika
- Zatypota dendrobia Matsumoto, 2010 – Südkorea
- Zatypota discolor (Holmgren, 1860) – Europa
- Zatypota gracilipes Uchida & Momoi, 1958 – Südkorea
- Zatypota inexpectata (Seyrig, 1932) – Madagaskar, Réunion
- Zatypota percontatoria (Müller, 1776) – Europa
- Zatypota picticollis (Thomson, 1888) – Europa
- Zatypota prima Benoit, 1953 – Zentralafrika
- Zatypota tropica (Morley, 1912) – Seychellen